# Skrzyszów (gmina)
Skrzyszów – gmina wiejska w powiecie tarnowskim (woj. małopolskie). Siedzibą gminy jest Skrzyszów.
Według danych z 31 grudnia 2015 gminę zamieszkiwały 14 084 osoby.
Gmina powstała 1 stycznia 1973 roku na obszarze istniejącej do 1954 gminy Gumniska.
W latach 1975–1998 gmina położona była w województwie tarnowskim.

## Struktura powierzchni
Według danych z roku 2002 gmina Skrzyszów ma obszar 86,23 km², w tym:
- użytki rolne: 75%
- użytki leśne: 15%

Gmina stanowi 6,09% powierzchni powiatu.

## Demografia

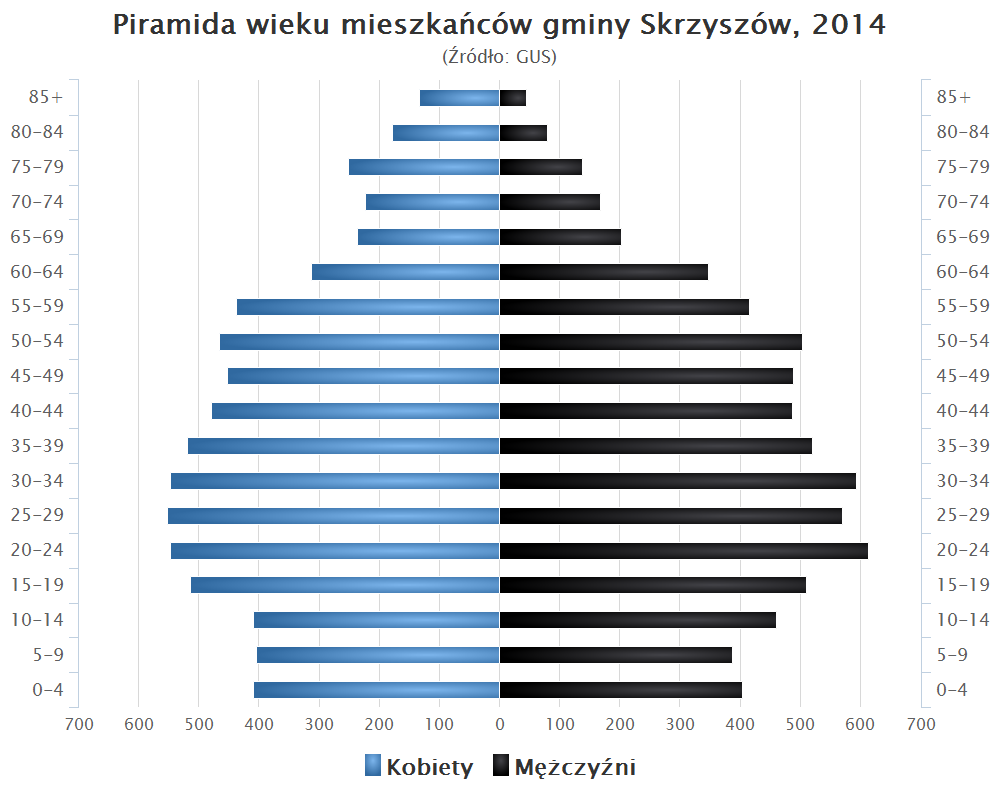
Piramida wieku mieszkańców gminy Skrzyszów w 2014 roku

- 1995 – 12 084
- 1996 – 12 235
- 1997 – 12 354
- 1998 – 12 510
- 1999 – 12 415
- 2000 – 12 554
- 2001 – 12 606
- 2002 – 12 722
- 2003 – 12 787
- 2004 – 12 884
- 2005 – 12 990
- 2006 – 13 113
- 2007 – 13 223
- 2008 – 13 351
- 2009 – 13 423
- 2010 – 13 529
- 2011 – 13 684
- 2012 – 13 776
- 2013 – 13 928
- 2014 – 14 008
- 2015 – 14 084
- 2016 – 14 130
- 2017 – 14 187
- 2018 – 14 254
- 2019 – 14 303
- 2020 – 14 326
- 2021 – 14 361
- 2022 – 14 155  [4]

Dane z 31.12.2017 roku.
| Opis                              | Ogółem | Ogółem | Mężczyźni | Mężczyźni | Kobiety | Kobiety |
| --------------------------------- | ------ | ------ | --------- | --------- | ------- | ------- |
| jednostka                         | osób   | %      | osób      | %         | osób    | %       |
| populacja                         | 14 187 | 100    | 7164      | 50,5      | 7023    | 49,5    |
| gęstość zaludnienia (mieszk./km²) | 164    | 164    | 83        | 83        | 81      | 81      |

## Sołectwa
Ładna, Łękawica, Pogórska Wola, Skrzyszów, Szynwałd.

## Sąsiednie gminy
Czarna, Pilzno, Ryglice, Tarnów (miasto), Tarnów, Tuchów